# Ignacy Czuma
Ignacy Czuma (ur. 22 października 1891 w Niepołomicach, zm. 18 kwietnia 1963 w Lublinie) – polski polityk i prawnik, profesor KUL, poseł na Sejm II RP, działacz społeczny.

## Życiorys
Syn Franciszka i Katarzyny z d. Biernat. Po ukończeniu gimnazjum w Bochni rozpoczął studia na Wydziale Prawa Uniwersytetu Jagiellońskiego w Krakowie. W latach 1914–1915 służył w armii austro-węgierskiej. Od 1915 do 1919 przebywał w niewoli rosyjskiej. Od 1920 w Wojsku Polskim w stopniu plutonowego podchorążego. W 1920 wznowił studia na UJ, które ukończył w 1922 ze stopniem doktora. Tam też w 1925 habilitował się. W 1927 otrzymał tytuł profesora nadzwyczajnego, a w 1930 profesora zwyczajnego prawa i skarbowości. W latach 1926–1928 był dziekanem Wydziału Prawa i Nauk Społeczno-Ekonomicznych KUL, a w latach 1938–1939 prorektorem. 
Był członkiem Akcji Katolickiej, Polskiego Związku Zachodniego i innych organizacji. W 1930 został wybrany na posła na Sejm II RP z listy BBWR (jako przedstawiciel Stronnictwa Katolicko-Ludowego). Był współautorem ustawy o szkolnictwie wyższym z 1933 oraz obok m.in. Stanisława Mackiewicza, Eustachego Sapiehy reprezentantem opcji zachowawczej w Komisji Konstytucyjnej. Brał udział w redakcji pierwszych dziesięciu artykułów konstytucji kwietniowej, a także autorem kluczowego zapisu o odpowiedzialności prezydenta RP przed Bogiem i historią. Uczestniczył w pracach wielu organizacji katolickich. Był założycielem i długoletnim prezesem Polskiego Towarzystwa Ekonomicznego w Lublinie, a także prezesem Ligi Antybolszewickiej oraz prezesem Polskiego Związku Zachodniego na województwa lubelskie i wołyńskie (1938–1939). Ponadto w 1934 był - m.in. razem z  ks. prof. Antonim Szymańskim - członkiem założycielem Towarzystwa Naukowego KUL. W dniach 24-27 września 1936 brał udział w III Polskim Zjeździe Filozoficznym w Krakowie, w którym uczestniczyli m.in. prof. Witold Rubczyński, prof. Władysław Tatarkiewicz czy prof. Czesław Martyniak. Na łamach pism naukowych takich jak „Prąd”, „Droga”, „Przegląd Filozoficzny” czy „Ruch Katolicki” opublikował szereg artykułów, w których poddawał bardzo radykalnej krytyce ideologię komunizmu oraz sowiecki system prawny i gospodarczy. Był autorem wielu prac naukowych z zakresu skarbowości, metodologii filozofii i problematyki ustrojowej.
Po zajęciu przez wojska hitlerowskie Lublina, w listopadzie 1939 - w ramach akcji Sonderaktion Lublin, która była częścią Intelligenzaktion (akcja „Inteligencja”) - został uwięziony na Zamku w Lublinie wraz z profesorami KUL – ks. Antonim Szymańskim, ks. Zdzisławem Golińskim,  Czesławem Martyniakiem oraz innymi przedstawicielami elity społecznej i intelektualnej Lublina. Uwolniony za haracz w 1940, wyjechał do Niepołomic, gdzie prowadził tajne nauczanie.
W 1949 otrzymał od Piusa XII tytuł szambelana papieskiego. 23 stycznia 1950 został aresztowany przez UB i więziony w latach 1950–1953 przez władze Polski Ludowej za związki z organizacją Wolność i Niezawisłość. Proces odbył się 11 i 12 sierpnia 1950 przed WSR w Lublinie. Ignacy Czuma został skazany na 10 lat więzienia za udzielanie pomocy WiN oraz napisanie broszury Polska i Sowiety. Po odrzuceniu skargi rewizyjnej przez Najwyższy Sąd Wojskowy żona profesora, Lubow Czuma z domu Szujska, zwróciła się o ułaskawienie męża do prezydenta Bolesława Bieruta. W sprawie prof. Ignacego Czumy, wstawił się jego dawny student z KUL, zaprzyjaźniony z rodziną Czumów,  prymas Stefan Wyszyński. 19 lutego 1951 decyzją Bolesława Bieruta zmniejszono orzeczoną karę do 6 lat więzienia. W związku z tym na mocy ustawy o amnestii z 22 lutego 1947 r., 5 marca 1951 WSR w Lublinie ustalił ostateczny wymiar kary na 3 lata więzienia. Po odbyciu całego wyroku 23 stycznia 1953 prof. Ignacy Czuma został zwolniony z więzienia w Rawiczu. Po wyjściu na wolność bezskutecznie próbował wrócić do pracy na KUL. Dopiero od 1957 pozwolono mu prowadzić wykłady z metodologii nauk społecznych na Wydziale Filozofii Chrześcijańskiej. W 1960 w wyniku nacisków Ministerstwa Szkolnictwa Wyższego został zwolniony z uczelni i zmuszony do przejścia na emeryturę. 

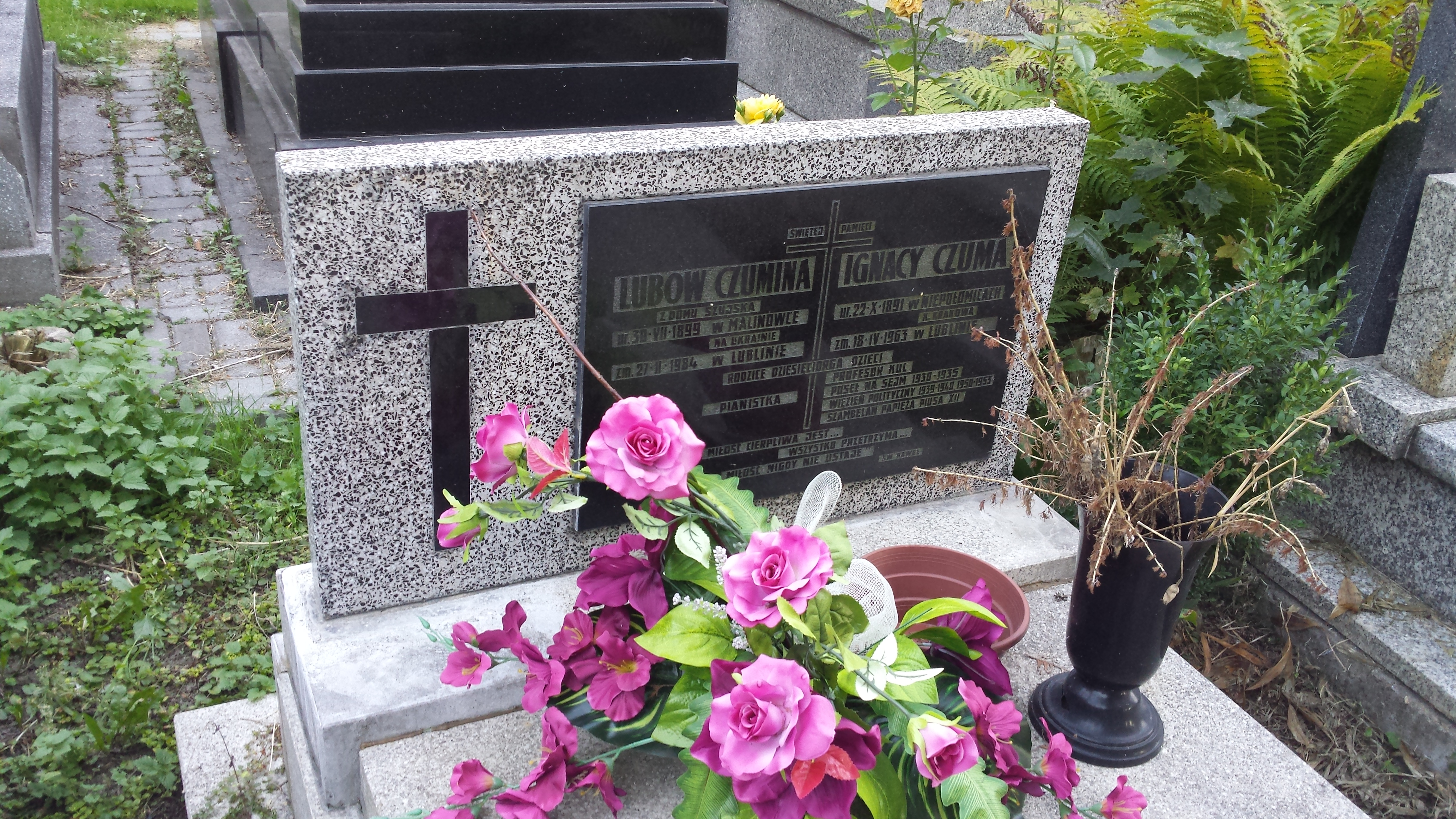
Grób prof. Ignacego Czumy na cmentarzu przy ulicy Lipowej w Lublinie

## Publikacje
- Konstytucja Sowieckiej Rosji (1923)
- Równowaga Budżetu Na tle prawa budżetowego różnych państw, Nakładem Uniwersytetu Lubelskiego (1924)
- Sprawiedliwość w dziedzinie skarbowej (1929)
- Problemat Głowy Państwa w Polsce (1930)
- Filozoficzne punkty styczne zachodu i bolszewizmu (1930)
- Dzisiejsza filozofia sowieckiego prawa a romantyzm prawniczy (1930)
- Absolutyzm ustrojowy (1930)
- Odpowiedzialność prezydenta, Warszawa, [b.w.], (1932)
- Absolutyzm ustrojowy, Lublin, Druk. Państwowa w Lublinie (1934)
- Sprawiedliwości i miłość jako zasada chrześcijańskiego ustroju państwowego (1937)
- Ustrojowe podstawy skarbowości na tle konstytucji kwietniowej, Lublin, Tow. Nauk. KUL (1937)
- Polityka ludnościowa III Rzeszy, Lublin, Tow. Nauk. KUL (1939)
- Moralny koszt współczesnej wojny, Lublin, Towarzystwo Naukowe Katolickiego Uniwersytetu Lubelskiego, (1946)

## Życie prywatne
Był bratem generała brygady WP Waleriana Czumy, mężem Lubow Szujskiej oraz ojcem dziesięciorga dzieci, w tym: Jerzego (1918–2004), Huberta (1930–2019), Stanisława (1934-2002), Łukasza (1935–2012), Andrzeja (ur. 1938) i Benedykta (1941-2023).

## Ordery i odznaczenia
- Krzyż Komandorski Orderu Odrodzenia Polski (3 października 1935)[11]